# Anapisa monotica
Anapisa monotica är en fjärilsart som beskrevs av Holland 1893. Anapisa monotica ingår i släktet Anapisa och familjen björnspinnare. Inga underarter finns listade i Catalogue of Life.